# Leucas sivadasaniana
Leucas sivadasaniana là một loài thực vật có hoa trong họ Hoa môi. Loài này được Sunojk. mô tả khoa học đầu tiên năm 2008.